# Bug F00F do Pentium
O bug f00f do Pentium é uma falha de segurança dos processadores desta família que permite a um usuário não-privilegiado travar o funcionamento do processador.
Seu nome é uma abreviatura da instrução causadora do bug f0 0f c7 c8, que representa: lock cmpxchg8b eax. O problema deriva-se de que não ocorre tratamento de exceção para o comendo cmpxch8b se o programador adicionar "lock" antes dela, fazendo então com que todo o sistema pare.
Uma semana depois da descoberta do bug, a Intel, que desenvolveu os processadores, e os fabricantes de sistemas operacionais, passaram a criar caminhos que contornassem o problema, de forma a evitar a execução do comando pelo processador.